# Sphegina petiolata
Sphegina petiolata är en tvåvingeart som beskrevs av Daniel William Coquillett 1910. Sphegina petiolata ingår i släktet midjeblomflugor, och familjen blomflugor. Inga underarter finns listade i Catalogue of Life.